# Out of the Fog
Pour plus de détails, voir Fiche technique et Distribution.
Out of the Fog est un film américain réalisé par Anatole Litvak, sorti en 1941.

## Fiche technique
- Titre : Out of the Fog
- Réalisation : Anatole Litvak
- Scénario : Robert Rossen, Jerry Wald, Richard Macaulay d'après la pièce The Gentle People de Irwin Shaw
- Costumes : Howard Shoup
- Photographie : James Wong Howe
- Montage : Warren Low
- Musique : Heinz Roemheld
- Société de production : Warner Bros.
- Pays d'origine : États-Unis
- Format : Noir et blanc - 1,37:1
- Genre : drame
- Durée : 85 minutes
- Date de sortie : 1941

## Distribution
- John Garfield : Harold Goff
- Ida Lupino : Stella Goodwin
- Thomas Mitchell : Jonah Goodwin
- Eddie Albert : George Watkins
- George Tobias : Igor Propotkin
- John Qualen : Olaf Johnson
- Aline MacMahon : Florence Goodwin
- Jerome Cowan : Assistant D.A.
- Odette Myrtil : Caroline Pomponette
- Leo Gorcey : Eddie
- Robert Homans : Officer Magruder
- Bernard Gorcey : Sam Pepper
- Paul Harvey : Juge Francis Moriarity